# Harselaar (bedrijventerrein)
Harselaar is de naam van een bedrijventerrein dat ligt in het gelijknamige dorpje in de Nederlandse gemeente Barneveld (provincie Gelderland) tussen de plaatsen Barneveld en Voorthuizen. Het bedrijventerrein ligt langs de A1, de N805 (plaatselijk de Baron van Nagellstraat geheten) en in de directe nabijheid van station Barneveld Noord, dat van een transferium is voorzien. Het bedrijventerrein heeft een regionale functie.
Exportslachterij 'Deptford' was waarschijnlijk het eerste bedrijf dat zich in het gebied vestigde. De onderneming van Cornelis Moll aan de Parallelweg te Zeumeren werd in 1886 geopend. Het westelijk gedeelte van het terrein is in de tweede helft van de 20e eeuw voor industrie in gebruik genomen en werd aanvankelijk "De Harselaar" genoemd. In 1980 ontstond bij de gemeente Barneveld de behoefte aan uitbreiding in oostelijke richting. Na jaren juridisch en politiek getouwtrek kon vanaf de jaren 90 Harselaar-Oost gebouwd worden (waarmee het bestaande gedeelte Harselaar-West werd).
Inmiddels heeft de gemeente vergevorderde plannen om de bedrijventerreinen Harselaar-Zuid (effectieve oppervlakte 68,5 ha) en Harselaar-Driehoek (20 ha) te gaan ontwikkelen. De MER-procedure is doorlopen en in 2009 door de gemeenteraad aanvaard. In december 2013 werd het plan definitief goedgekeurd door de gemeenteraad. Ook zijn er een bestemmingsplan Harselaar-West West, dat voorziet in uitbreiding (12 ha) tot de A30 en een plan Revitalisering Harselaar in de maak.
In 2019 is de spoorwegovergang in de N805 vervangen door de Harselaartunnel. Twee jaar is er aan de tunnel tussen Barneveld en Voorthuizen gewerkt. Op 22 februari is de tunnel in gebruik genomen, de officiële opening vond plaats in mei 2019.
Harselaar kent ook woonbebouwing. Het dorp Harselaar telt ongeveer 380 inwoners.

## Fotogalerij

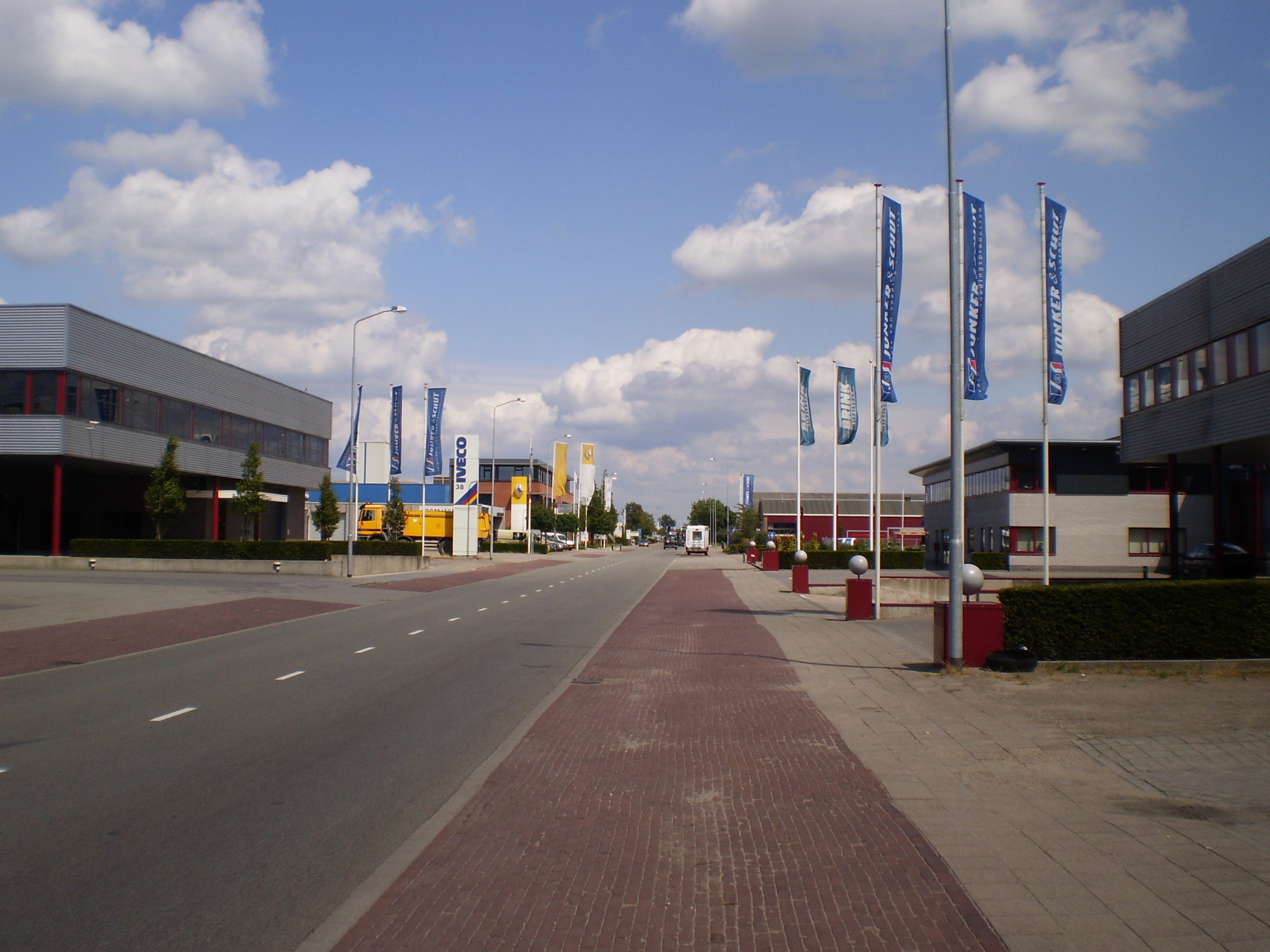
Harselaarseweg, Harselaar-West
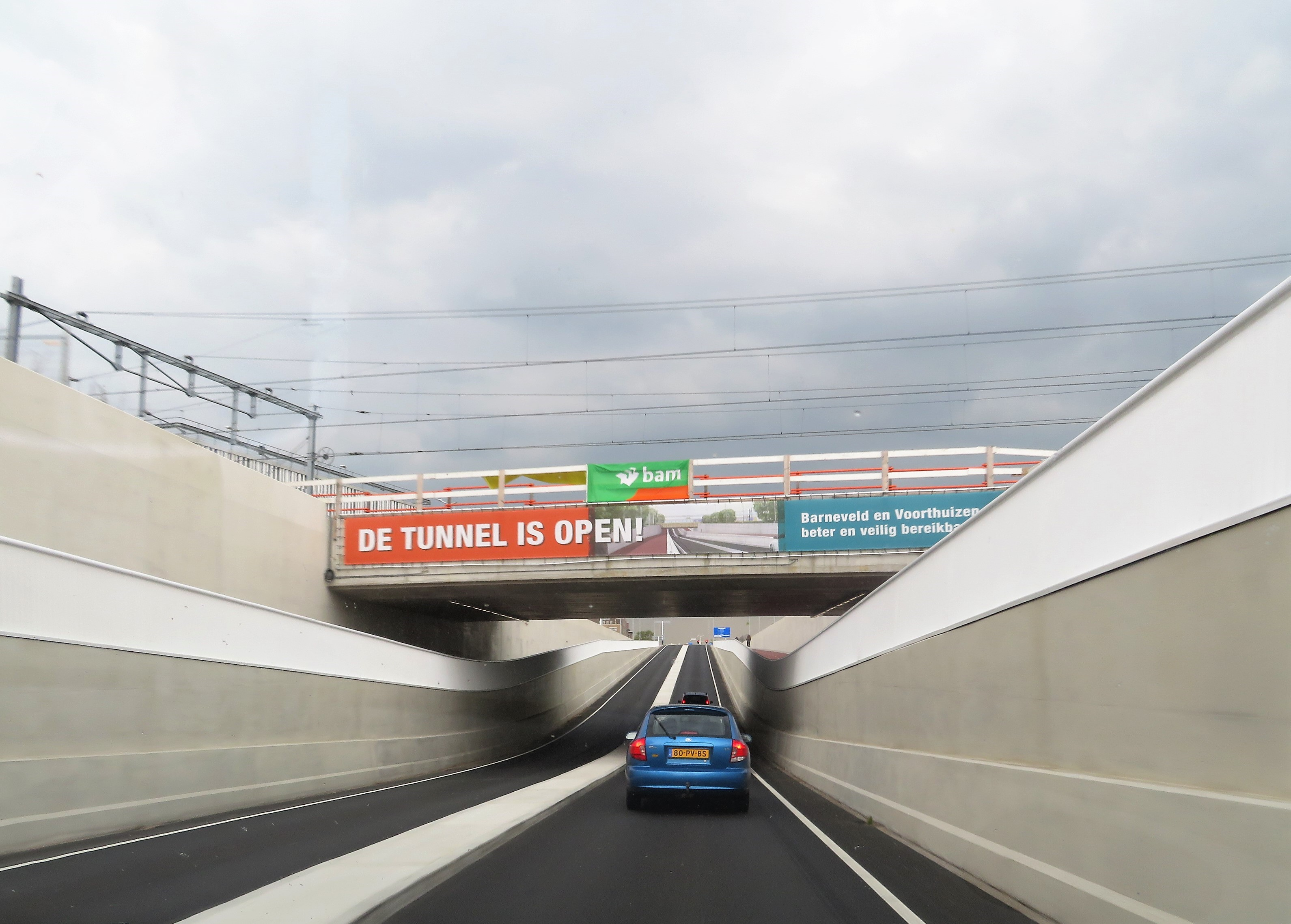
Harselaartunnel